# Kunstleria curtisii
Kunstleria curtisii là một loài thực vật có hoa trong họ Đậu. Loài này được Prain mô tả khoa học đầu tiên.